# Cevonosci
Cevonósci (znanstveno ime Procellariiformes, iz latinsko procella, vihar) je red morskih ptic, ki obsega štiri družine: albatrose, viharnike ter dve družini strakošev. Pogosto se jih skupno označuje tudi kot viharnike – izraz, ki se uporablja za vse člane reda, včasih pa le za vse družine razen albatrosov. Skoraj izključno živijo v pelagičnem okolju (hranijo se v odprtem oceanu) in so kozmopolitsko razširjene po svetovnih oceanih, največja raznolikost pa je okoli Nove Zelandije.

## Taksonomija
|  | Oceanitidae – oceanski strakoši (10 vrst)                                                                                      |
|  | |
|  | \| \| Hydrobatidae – severni strmoglavi strakoši (18 vrst) \| \| \| \| \| \| Procellariidae – viharniki (100 vrst) \| \| \| \| |
|  | |
|  | Hydrobatidae – severni strmoglavi strakoši (18 vrst)                                                                           |
|  | |
|  | Procellariidae – viharniki (100 vrst)                                                                                          |
|  | |

|  | Hydrobatidae – severni strmoglavi strakoši (18 vrst) |
|  |                                                      |
|  | Procellariidae – viharniki (100 vrst)                |
|  |                                                      |

|  | Oceanitidae – oceanski strakoši (10 vrst)                                                                                      |
|  | |
|  | \| \| Hydrobatidae – severni strmoglavi strakoši (18 vrst) \| \| \| \| \| \| Procellariidae – viharniki (100 vrst) \| \| \| \| |
|  | |
|  | Hydrobatidae – severni strmoglavi strakoši (18 vrst)                                                                           |
|  | |
|  | Procellariidae – viharniki (100 vrst)                                                                                          |
|  | |

|  | Hydrobatidae – severni strmoglavi strakoši (18 vrst) |
|  |                                                      |
|  | Procellariidae – viharniki (100 vrst)                |
|  |                                                      |

|  | Oceanitidae – oceanski strakoši (10 vrst)                                                                                      |
|  | |
|  | \| \| Hydrobatidae – severni strmoglavi strakoši (18 vrst) \| \| \| \| \| \| Procellariidae – viharniki (100 vrst) \| \| \| \| |
|  | |
|  | Hydrobatidae – severni strmoglavi strakoši (18 vrst)                                                                           |
|  | |
|  | Procellariidae – viharniki (100 vrst)                                                                                          |
|  | |

|  | Hydrobatidae – severni strmoglavi strakoši (18 vrst) |
|  |                                                      |
|  | Procellariidae – viharniki (100 vrst)                |
|  |                                                      |

|  | Oceanitidae – oceanski strakoši (10 vrst)                                                                                      |
|  | |
|  | \| \| Hydrobatidae – severni strmoglavi strakoši (18 vrst) \| \| \| \| \| \| Procellariidae – viharniki (100 vrst) \| \| \| \| |
|  | |
|  | Hydrobatidae – severni strmoglavi strakoši (18 vrst)                                                                           |
|  | |
|  | Procellariidae – viharniki (100 vrst)                                                                                          |
|  | |

|  | Hydrobatidae – severni strmoglavi strakoši (18 vrst) |
|  |                                                      |
|  | Procellariidae – viharniki (100 vrst)                |
|  |                                                      |

Po vsem svetu obstaja 147 živih vrst cevonoscev, red pa je razdeljen na štiri obstoječe družine, peta pa je izumrla v prazgodovini. V Evropi in v Sloveniji živita le družini viharnikov in strakošov.
- Družina Diomedeidae (albatrosi) so zelo velike morske ptice z velikim močnim kljunastim kljunom. Imajo močne noge, ki jim omogočajo dobro hojo po kopnem.[6]
- Družina Oceanitidae (oceanski strakoši) sodi med najmanjše morske ptice, s plapolajočim letom in dolgimi, a šibkimi nogami. Večina ima temen zgornji del in belo spodnjo stran.[7]
- Družina Hydrobatidae (severni strakoši) je podobna oceanskim strakošem, vendar ima daljša in bolj koničasta krila, večina vrst pa ima razcepljene repe.[7]
- Družina Procellariidae (viharniki) je raznolika skupina majhnih ali srednje velikih morskih ptic, največji med njimi so orjaški strakoši. Za svojo velikost so težki in imajo veliko obremenitev kril, zato morajo leteti hitro. Večina, razen orjaških strakošev, ima šibke noge in so na kopnem skoraj nemočni. [8]
- Družina † Diomedeoididae (zgodnji oligocen – zgodnji miocen) je izumrla skupina, ki je imela ozke kljune in stopala s širokimi, ploščatimi falangami, zlasti na četrtem prstu.[9]

## Zunanje poovezave
- The Agreement for the Conservation of Albatrosses and Petrels (ACAP)